# Cefaló
|  | No s'ha de confondre amb Cefalió, historiador d'època romana (segle ii). |

Cefaló de Gergis (en grec antic: Κεφάλων, llatí: Cephalon) és el pseudònim que va emprar l'historiador Hegesíanax per escriure una part de la seva obra historiogràfica.
Segons les interpretacions modernes, basades en el testimoni d'Ateneu de Nàucratis, l'historiador hel·lenístic Hegesíanax hauria fet servir un pseudònim inventat per donar més credibilitat a la seva obra. Així, la seva obra històrica, en què explicava tota la història de la Tròada fins al seu temps, contenia una primera part en què s'explicaven tots els fets que pertanyen al relat mític (el cicle troià); per donar més prestigi a la seva versió, hauria fingit que el text no era seu, ans que solament l'havia trobat entre documents antics, i que anava signat per un antic savi, natural de Gergis, a la Tròada, cosa que hauria donat veracitat al seu testimoni.
Entre els autors que utilitzaren el text de Cefaló hi ha Demetri d'Escepsis, Estrabó, Dionisi d'Halicarnàs, Parteni de Nicea, Pompeu Fest, Pau Orosi i Estèfan de Bizanci, de manera que el text podria haver sobreviscut fins a una època força tardana. Els fragments preservats, en paràfrasi o citació directa, parlen de l'arribada de Dàrdan a la Tròada, del romanç de Paris i Enone, i de la versió del mite d'Enees segons la qual l'heroi va morir a Tràcia i el fundador de Roma (i Càpua) va ser el seu fill, Romos o Ròmil (anàleg de Ròmul).